# Anthoceros
Anthoceros és un gènere de plantes no vasculars de la família de les Anthocerotaceae. Conté 57 espècies acceptades.
Les espècies del gènere Anthoceros es caracteritzen per tenir un tal·lus verd de mida petita o mitjana, més o menys lobulat. Els esporòfits d’Anthoceros són de mida grans i atenyen els 3 centímetres de longitud. Consta d'un peu, una zona intermedia i una càpsula. Apareix en agrupacions sobre la superfície del tal·lus cadascun envoltat a la base per un involucre tubular. Els espècimens d'aquest gènere són amfitrions de cianobacteris del gènere Nostoc. Desenvolupen una relació de simbiosi on els Nostoc, fixadors de nitrogen atmosfèric, proporcionen nitrogen a la planta a través de cèl·lules heterocistes. Aquestes colònies de Nostoc es troben a la superfície inferior del tal·lus i es distingeixen perquè formen taques de color verd blau o bru fosc. Són espècies cosmopolites que habiten talussos i sòls humits argilosos.
Són fàcilment confusibles amb el gènere Phaeoceros. Es diferencien d'aquest gènere perquè desenvolupen espores de color gris fosc, marró o negre mentre que les espècies de Phaeoceros desenvolupen espores grogues.
El nom del gènere significa briòfit amb flors amb forma de corn i prové del grec anthos = flor i keras = corn.